# Platynota
Platynota є поліфілетичною групою ангіморфних ящірок і тому належить до ряду Squamata класу Reptilia. З моменту назви в 1839 році Platynota включали кілька груп, включаючи варанів, змій, мозазаврів і гелодерматид. Його таксономічне використання все ще різниться, оскільки іноді його вважають еквівалентом групи Varanoidea, а іноді розглядають як окрему групу. Platynota філогенетично визначається як клада, що містить Варанід і багато вимерлих видів.

## Опис
Багато особливостей скелета підтверджують угруповання варанів, гелодерматид і кількох вимерлих видів у Platynota. Усі платінотани мають поворотну верхню щелепу з широко розставленими зубами, кожен з яких має велику основу, які вириваються з-за наявних зубів. Зуби пліцидентинні, що означає, що вони мають високо складчасті шари дентину в центрі. Багато з них мають зрощені лобові та носові кістки на верхній частині черепа (в інших ящірок ці кістки розділені на пари). Деякі платинотанові риси, які не видно в скелеті, і тому відомі лише у живих видів, включають глибоко роздвоєний язик і отруйну залозу, яка називається залозою Габе.

## Історія та класифікація
Platynota спочатку використовувався як надродина ангіморфових ящірок. У 1923 році в Кемп Чарльза Льюїса були включені групи Varanoidea і Mosasauroidea, або варанів і мозазаврів (група великих морських рептилій з крейдяного періоду). Тісний зв'язок між мозазаврами та зміями, які разом утворювали групу Pythonomorpha, отримав популярність у наступні роки. Отже, деякі дослідники також включили змій до Platynota.
Більш обмежене визначення було запропоновано герпетологами Семюелем Букером Макдауелом і Чарльзом Мітчіллом Богертом у 1954 році. До Platynota вони включали лише варанів, гелодерматид та їхніх найближчих вимерлих родичів. Їхнє використання Platynota зробило його по суті еквівалентним Varanoidea, таксону, який включав варанів і гелодерматидів і використовувався протягом багатьох років. Використання McDowell і Bogert Platynota здобуло популярність у наступні десятиліття, хоча в деяких дослідженнях воно було замінено назвою Varanoidea.
Platynota було дано філогенетичне визначення в 1997 році. Його було створено як кладу на основі стебла, яка включала Heloderma, Lanthanotus і Varanus, а також усі ящірки, які є більш близькими до них, ніж до інших ангіморфів. Ці інші ангіморфи традиційно називалися Diploglossa і включають Anguidae, Anniellidae і Xenosauridae. Визначення на основі вузлів було вперше дано в 1998 році, в якому Platynota включав останнього спільного предка Monstersauria і Varanidae і всіх його нащадків. Під цим визначенням Platynota включає ті ж форми, що й Varanoidea в її традиційному розумінні. Varanoidea, однак, було перевизначено як кладу на основі вузлів, включаючи вимерлих телмазаврів і варанідів.
Молекулярні докази ДНК та інших молекул суперечать загальноприйнятій класифікації платинотанів. У 2004 році молекулярне дослідження живих ангіморфних ящірок виявило тісний зв'язок між гелодерматидами та ксенозавридами, але не між гелодерматидами та варанідами. Подібним чином дослідження 2005 року виявило тісний зв'язок між Anniella pulchra та гелодерматидами. Кладистичне дослідження, яке синтезувало молекулярні та морфологічні дані для лускоподібних, підтвердило розміщення Helodermatidae як ближче до Xenosauridae.

## Еволюція
Найдавніші платинотани походять із пізньої крейди Монголії, вони жили приблизно 80 мільйонів років тому. Вони включають форми, які за зовнішнім виглядом схожі на живих варанів, такі як Paravaranus, Proplatynotia, Gobiderma, Cherminotus, Telmasaurus і Saniwides. Попри те, що вони жили в тісному зв'язку один з одним, вони представляють різноманіття різних ангіморфів. Найдавніші та найбільш узагальнені платинотани колись називалися некрозаврами за родом Palaeovaranus.